# Zeuxoides pseudolitoralis
Zeuxoides pseudolitoralis är en kräftdjursart som beskrevs av Jürgen Sieg 1980. Zeuxoides pseudolitoralis ingår i släktet Zeuxoides och familjen Tanaidae. Inga underarter finns listade i Catalogue of Life.